# 25 de Agosto

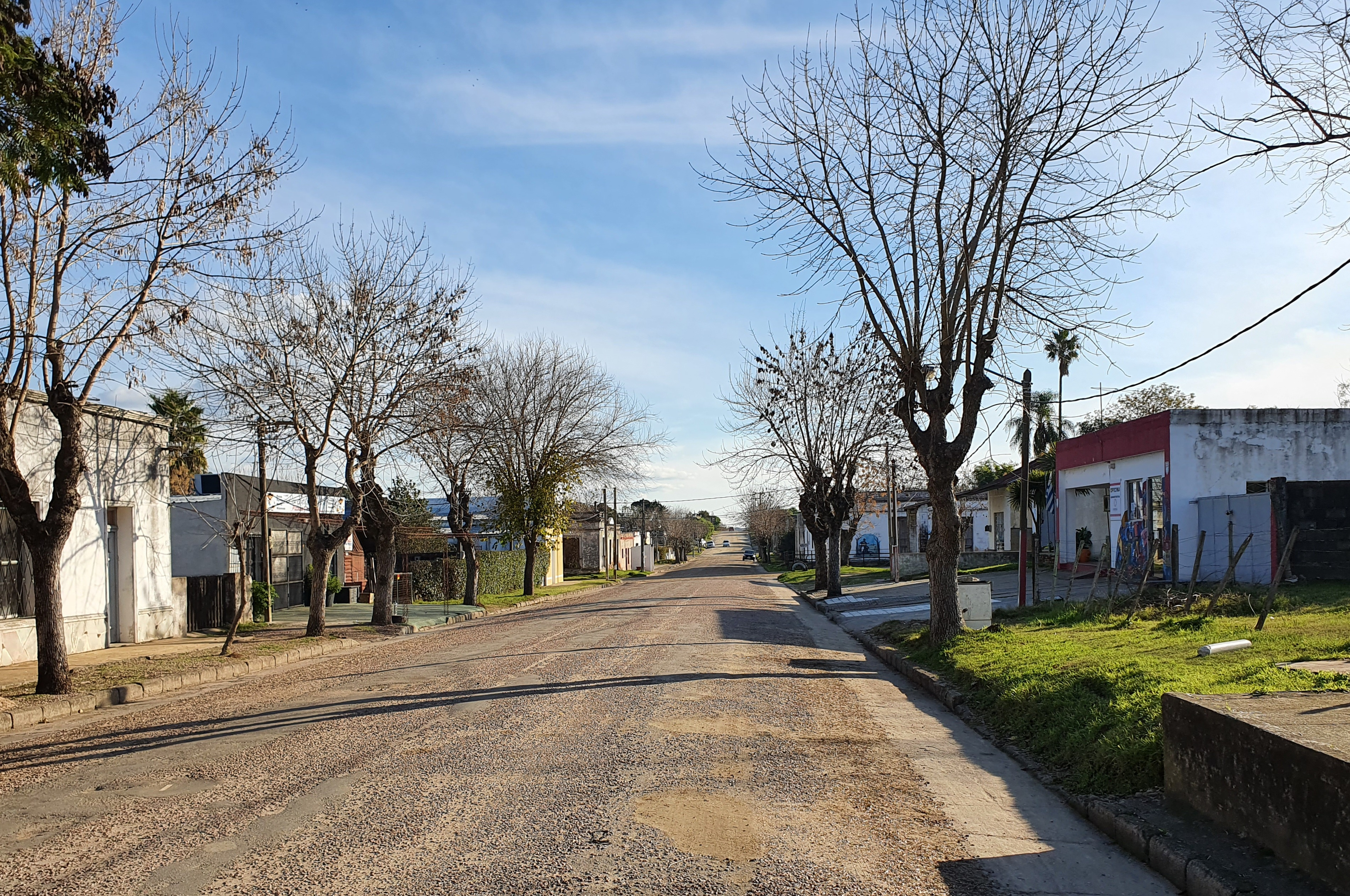
25 de Agosto, Florida, Uruguay (2020)

25 de Agosto – eigentlich Veinticinco de Agosto – ist eine Stadt in Uruguay.

## Geographie
Sie befindet sich auf dem Gebiet des Departamento Florida in dessen Sektor 13 in der Cuchilla del Pintado am Ufer des Río Santa Lucía. Die Stadt liegt in der äußersten südwestlichen Spitze des Departamentos an der Grenze zu den Nachbardepartamentos San José und Canelones. Nächstgelegene Ansiedlung in nördlicher Richtung ist Independencia. Der westlich gelegene Ort Ituzaingó liegt am gegenüberliegenden, rechtsseitigen Ufer des Arroyo de la Virgen, der 25 de Agosto im Westen und Süden tangiert.

## Infrastruktur
Durch den Ort führen die Ruta 76, Ruta 77 und die Bahnstrecke Montevideo–Paso de los Toros.

## Einwohner
Die Einwohnerzahl 25 de Agostos beträgt 1.849 (Stand: 2011), davon 906 männliche und 943 weibliche.
| Jahr | Einwohner |
| ---- | --------- |
| 1963 | 1.586     |
| 1975 | 1.750     |
| 1985 | 1.711     |
| 1996 | 1.727     |
| 2004 | 1.794     |
| 2011 | 1.849     |

Quelle: Instituto Nacional de Estadística de Uruguay